# Romey Gill
Romey Gill (cuyo nombre verdadero es Romey Singh Gill) (n. 1979 en Moga, Punjab - 24 de junio de 2009 en Ludhiana, Punjab), fue un cantante indio. Se hizo conocido como intérprete, tras lanzar los siguientes temas musicales que fueron como Nahron Paar Bangla, Jeeto y Nakhra Chari Jawani Da.

## Discografía
| Año  | Álbum                  | Reconocimiento              | Información | Música                        |
| ---- | ---------------------- | --------------------------- | ----------- | ----------------------------- |
| 2006 | Bhangra Renaissances   | Music Waves                 | Tracks 14   |                               |
| 2005 | Mitraan De Chaatri Ni  | R2 Records                  | Tracks 8    |                               |
| 2004 | Sun Nakhre Waliye      | Ting Ling                   | Tracks 8    |                               |
| 2003 | Jogan Hogaye Ve        | T-Series                    | Tracks 8    |                               |
| 2002 | Nakhra Chari Jawani Da | T-Series                    | Tracks 8    | Onkar Singh Meenakshi Jawanda |
| 2001 | Jeeto                  | Kismet Records Moon Records | Tracks 8    |                               |
| 2000 | Tere Gidde Ne          |                             | Tracks 10   |                               |

## Colaboraciones
| Año  | Álbum                                   | Reconocimiento                                | Información  | Música |
| ---- | --------------------------------------- | --------------------------------------------- | ------------ | ------ |
| 2011 | International Villager with Honey Singh | Speed Records MovieBox Records Planet Recordz | Yaad         |        |
| 2010 | Extended Play with Tigerstyle           |                                               | Dhol Vajda   |        |
| 2008 | Groundshaker 2 with Aman Hayer          | Genre Records Speed Records Planet Recordz    | Puch Bhabiye |        |

## Religiosos
| Año  | Álbum                  | Reconocimiento | Información |
| ---- | ---------------------- | -------------- | ----------- |
| 2002 | Rang Badle Talwaran De | T-Series       | Tracks 9    |

## Álbumes póstumos
| Año  | Álbum         | Reconocimiento | Información | Música      |
| ---- | ------------- | -------------- | ----------- | ----------- |
| 2011 | Gal Sun       | Indya Records  |             | Rohit Kumar |
| 2009 | Punjabi Shake | Goyal Music    | Tracks 8    |             |